# انتخابات فرمانداری نیوجرسی ۱۹۸۱
انتخابات فرمانداری نیوجرسی در سال ۱۹۸۱ در تاریخ ۳ نوامبر ۱۹۸۱ برگزار شد. بعد از آن رئیس حزب جمهوری خواه مجلس ، توماس کین، پس از بازشماری آرا ، جیمز فلوریو ، نماینده دموکرات ، با اختلاف اندکی و با کسب ۴۹.۴۶ درصد آرا مغلوب نمود. بعدها اختلاف بین آنان کمتر از ۲,۰۰۰ رای از بین ۲ میلیون نفر بود.  از سال ۲۰۲۳، این انتخابات جزو نزدیکترین رقابت فرمانداری در تاریخ نیوجرسی می باشد.
انتخابات مقدماتی در تاریخ دوم ژوئن همان سال برگزار شد. کین و فلوریو، که آنها در سال ۱۹۷۷ رقیب یکدیگر محسوب می شدند، در میدان‌های پرتردد، حواشی بسیاری را کسب کردند. فلوریو، با تحکیم نمودن پشتیبانی در قسمت جرسی جنوبی، بر میدان اصلی گسترده ای از غبیل رابرت آ. روو و همچنین ۴ سناتور ایالتی، شهرداران نیوآرک و جرزی سیتی و دادستان کل نیوجرسی، جان جی. دگنان غلبه کرد. در مقابل کین، رقبای اندکی را شامل می شد، از غبیل اصلی ترین آنان می توان پت کرامر نام برد که مورد علاقه سازمان و بو سالیوان تاجری که خود سرمایه گذاری می کرد،  باشد.

## زمینه
پس از اینکه در سال ۱۹۷۷ به سختی از یک چالش نخستین جان سالم به در برد، فرماندار برندان برن در یک پیروزی پیاپی بر سناتور ریموند بیتمن، برای دومین دوره منصوب می شود. با این شرایط کنونی، برن به علت محدودیت زمان، واجد شرایط نامزدی برای سومین دوره نبود.
برگزیدن رونالد ریگان به عنوان رئیس جمهور ایالات متحده در سال پیشین (به اختصاص پیروزی ساده و شگفت انگیز او در نیوجرسی) و برداشت های نخستین از دولت ریگان تحت عنوان پس زمینه ای برای مبارزات انتخاباتی ۱۹۸۱ انجام داد. نامزدهای هر دو حزب بر جایگاه های خود در خصوص مجازات اعدام، سیاست های مالیاتی فدرال و ایالتی و مقررات زدایی تاکید نمودند.